# Presa de Ricobayo
La presa de Ricobayo, también conocida como salto de Ricobayo, es una obra de ingeniería hidroeléctrica construida en el curso inferior del río Esla. Está situada a menos de 1 km de Ricobayo de Alba, en la provincia de Zamora, Castilla y León, España.
El tramo en el que se sitúa se conoce como los arribes del Esla, una profunda depresión geográfica originada por la erosión milenaria del río.
Forma parte del sistema Saltos del Duero junto con las infraestructuras instaladas en Aldeadávila, Almendra, Castro, Saucelle y Villalcampo.

## Historia
El primer proyecto data de 1919, aunque la altura y capacidad de embalse proyectados eran menores. Pronto los ingenieros de la Sociedad Hispano Portuguesa de Transportes Eléctricos se dieron cuenta de que los caudales del río Esla eran capaces de crear el mayor embalse de Europa de entonces (1200 hm³) con una gran capacidad reguladora que permitiría almacenar las aguas invernales. Es por lo que en el Convenio de 11 de agosto de 1927 firmado entre España y Portugal para regular el aprovechamiento hidroeléctrico del tramo internacional del río Duero, su artículo 11 así lo estipula: "Las obras que se han de realizar en territorio español, directamente destinadas a la regularización del Duero en su tramo internacional, a que se refiere el artículo 10 del Real Decreto-Ley de 23 de agosto de 1926, comenzarán por la construcción, en el río Esla, de la presa llamada de Ricobayo, provincia de Zamora".
Las obras comienzan en mayo de 1929. El nuevo Salto de Ricobayo regulará el caudal del río Esla y suministrará electricidad al norte de España. Se puso en funcionamiento en enero de 1934 con una potencia instalada de 100 MW que en 1947 se aumentará hasta 133 MW. No obstante lo anterior, la fecha oficial de inicio de explotación es el 4 de febrero de 1935, que es la que aparece recogida por el Gobierno en los documentos oficiales.
Durante la construcción de la presa se edificó el poblado del Salto del Esla, con el fin de cobijar a los trabajadores que participaron en su fábrica. Algunas de estas viviendas aún continúan habitadas.
Su construcción motivó el traslado piedra a piedra del templo visigótico de San Pedro de la Nave a la localidad de El Campillo. 
Se le otorga un periodo de concesión de 75 años desde 1935 cuando empieza a funcionar, por lo que, en 2010, la infraestructura debería ser entregada al Estado. Iberdrola presentó en 1990 un nuevo plan de reforma y ampliación que añadiría a la central ya existente, Ricobayo I, otra nueva central, Ricobayo II, con 151 MW. Con esta inversión de 7651 millones de pesetas, el Gobierno prorrogó 30 años la fecha en la que Iberdrola debería devolver al Estado el embalse, en 2040, por lo que disfrutaría de su uso durante un total de 108 años, hasta 2040. 
Sin embargo, el Decreto 1022/1964, de 15 de abril, por el que se aprueba el texto articulado de la Ley del Patrimonio del Estado, establece que ninguna concesión podrá durar más de 99 años, por lo que, con independencia de lo acordado en su momento por el Gobierno de Felipe González, en todo caso el Estado recobrará necesaria e inexcusablemente el control de la central a las 00:00 horas del domingo 5 de febrero de 2034. En ese momento, el Gobierno estará obligado por ley a demoler la central eléctrica existente al haber agotado su vida útil, a restituir los terrenos expropiados en su día a los descendientes de sus antiguos propietarios y a restaurar el entorno natural dañado por el embalse, tal y como establece la normativa vigente en la actualidad. No procederá en ningún caso la prórroga de la concesión ni el mantenimiento de la presa, ya que las normativas autonómicas, nacionales y europeas medioambientales vigentes exigen la demolición de este tipo de presas al finalizar su período concesional. 

### Problema con el aliviadero
Su aliviadero de superficie, de unos 700 m de longitud y un 14 % de pendiente, provocó una grave erosión, pues debido a que el agua se filtraba por una brecha, el terreno se hundió y el aliviadero se consumió aguas arriba 350 m, lo que hizo que entre 1933 y 1939 se erosionara sobremanera la mitad de la montaña, provocando una cazuela u olla de 100 m de anchura y 100 m de profundidad, excavando aproximadamente 1 136 000 m³ de rocas. Los problemas de este aliviadero hicieron necesaria en 1943 la construcción de un Laboratorio de Hidráulica, la primera instalación I+D de este tipo, en el poblado del Salto del Esla, para resolver y estudiar en modelo reducido los problemas derivados de las grandes evacuaciones de agua de los aliviaderos. El profesor alemán Theodor Rehbock asesoró a los ingenieros españoles en el proyecto preliminar.

### Polémica de 2021
Iberdrola desembalsó más de un 70 % del agua almacenada en junio y julio de 2021 para producir electricidad, lo que supuso un perjuicio importante para las empresas turísticas de la zona que ofrecen actividades vinculadas al embalse, pues vieron notablemente reducida su actividad. La polémica se extendió a nivel nacional en un momento en el que el precio final de la electricidad alcanzaba máximos históricos. La ministra para la Transición Ecológica del Gobierno de España, Teresa Ribera, llegó a calificar la maniobra de escandalosa.
El precio de la electricidad en el sistema vigente se fija con base en la fuente de energía más cara, en ese momento el gas, en máximos históricos, por lo que las demás energías se pagan a precio del gas, incluidas las renovables, como la eólica o la hidroeléctrica, que son mucho más baratas al utilizar recursos naturales. Por lo tanto, la energía producida con el desembalse se ha pagado a un precio muy superior al coste de producción. Este sistema ha sido muy criticado porque maximiza los beneficios de las cuatro importantes compañías eléctricas del país.
Sin embargo, al margen de consideraciones éticas y morales, el desembalse no infringiría las leyes al respecto, ya que cuando se le adjudicó a Iberdrola la concesión durante la dictadura primorriverista, ni se previó ni se estableció cláusula alguna al respecto, al no existir conciencia medioambiental alguna. Así, Iberdrola puede variar el caudal según requiera, y habría utilizado esta central hidroeléctrica en mayor medida debido a que la central del embalse de Almendra ha estado inoperativa durante meses, ya que se estaban realizando en ella obras de mejora. Sin embargo, resulta polémico que el desembalse se realice en verano, cuando existe mayor demanda de electricidad, menor disponibilidad de las energías baratas, como las renovables, y mayor dependencia de las energías de combustibles fósiles, como el gas, ocasionando una fuerte subida de precios, además de causar perjuicio a la economía del turismo local.
Portavoces de Iberdrola explican que el embalse de Ricobayo cumple con su función en el momento más necesario: "Producir energía para el suministro de la demanda y desplazar, junto a otras fuentes de generación eléctrica competitivas, a las tecnologías más caras en la conformación del precio de la electricidad". Sostienen que con el nivel actual, este embalse conserva más volumen de agua que el embalse de Aldedávila y supera lo almacenado por los otros dos embalses zamoranos del Duero juntos, Villalcampo y Castro. E indican que siempre ha estado garantizado el abastecimiento de las poblaciones cercanas.

## Embalse
El Salto de Ricobayo está constituido por una presa de gravedad, planta curva, de 93 m de altura y 220 m de longitud y dos centrales: una a pie de presa de 133 MW y una subterránea, en su margen derecha, de 150 MW.

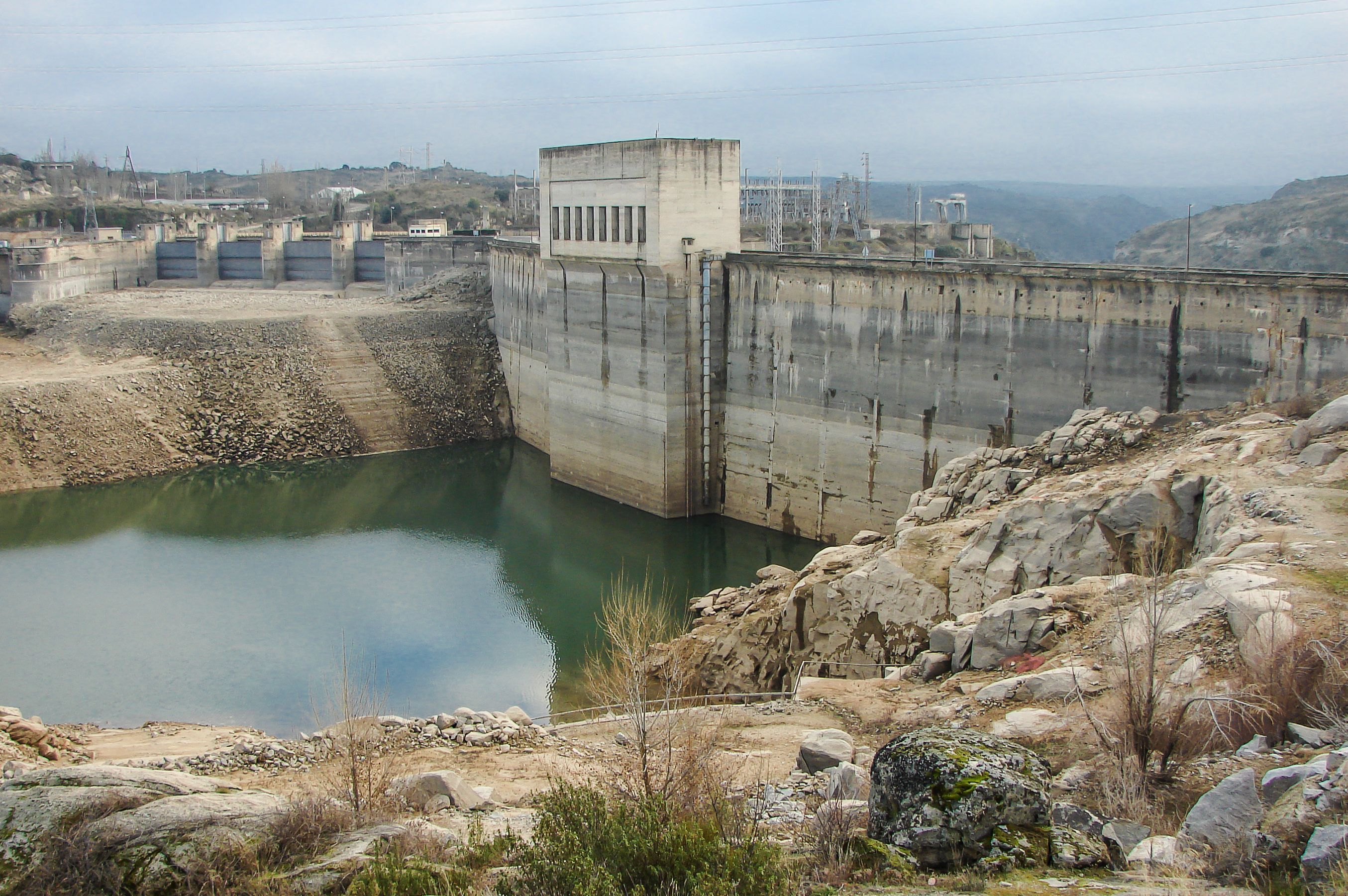
Vista posterior de la presa
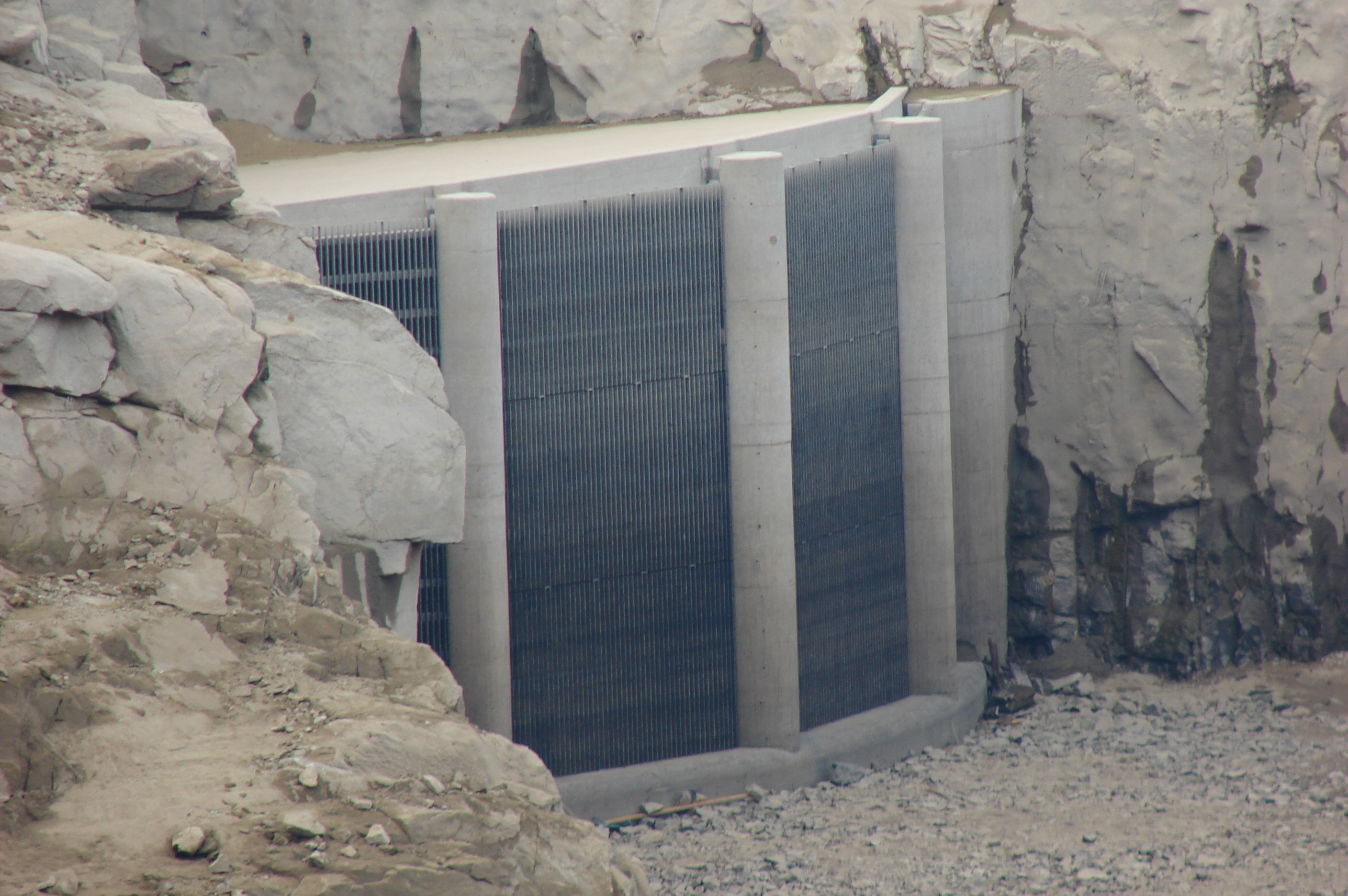
Toma de Ricobayo II
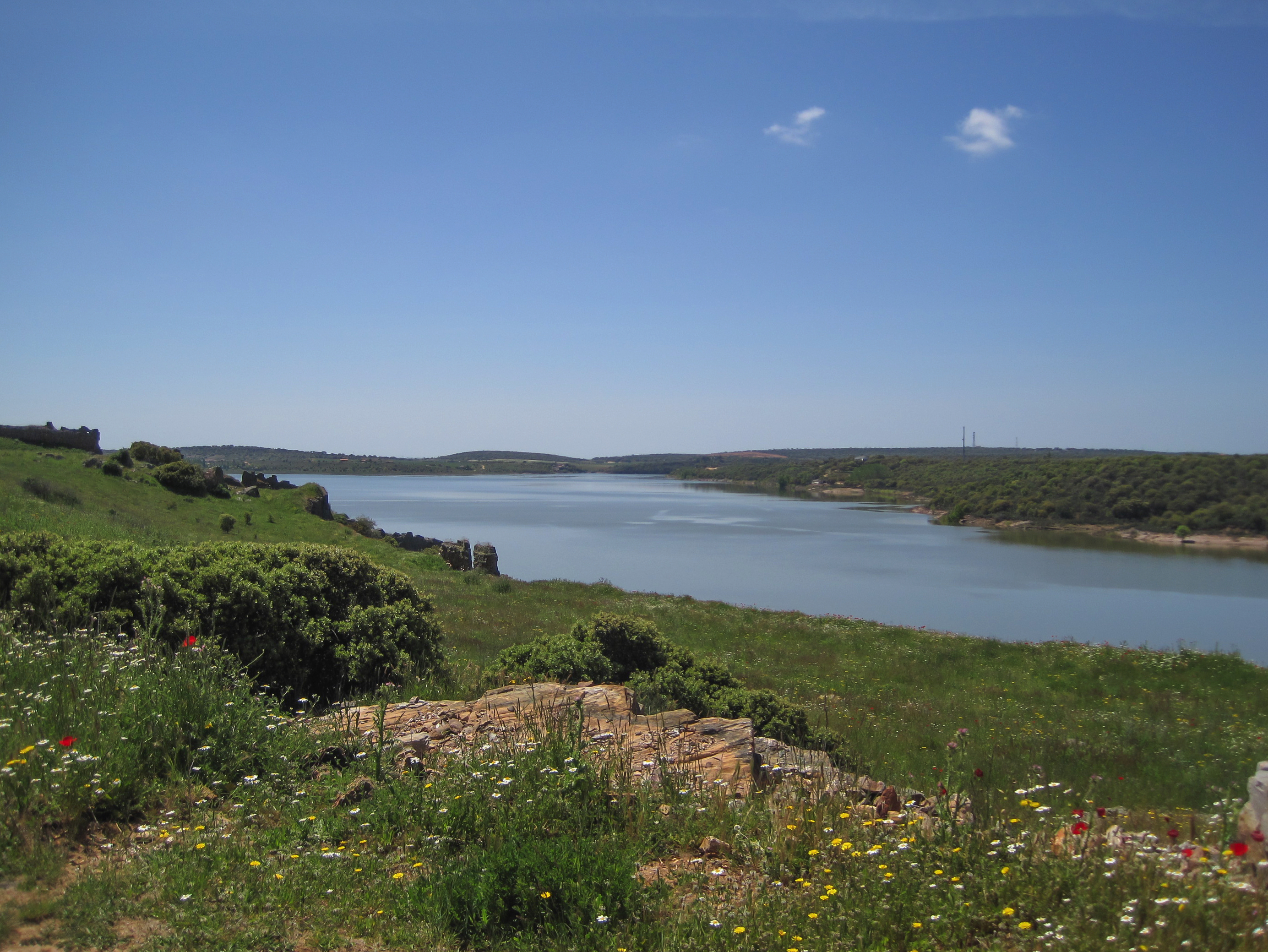
Vista del embalse
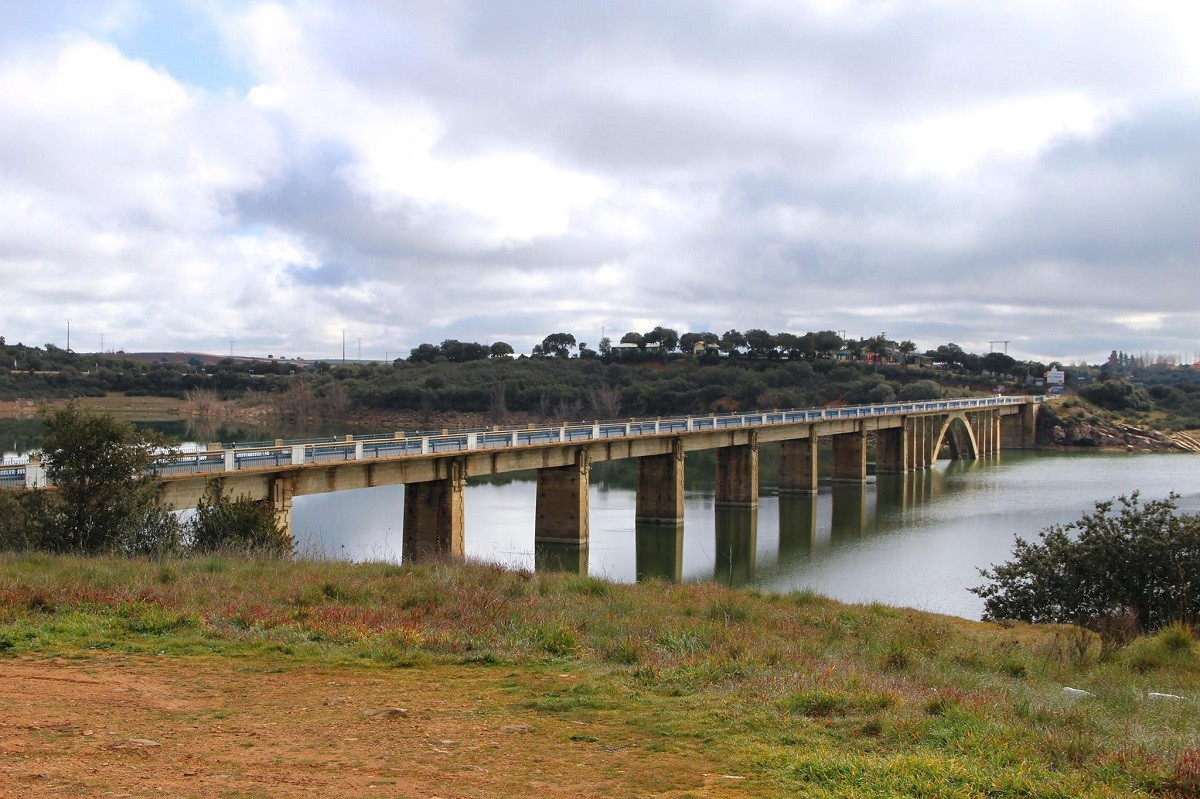
Puente de la Estrella, N-631
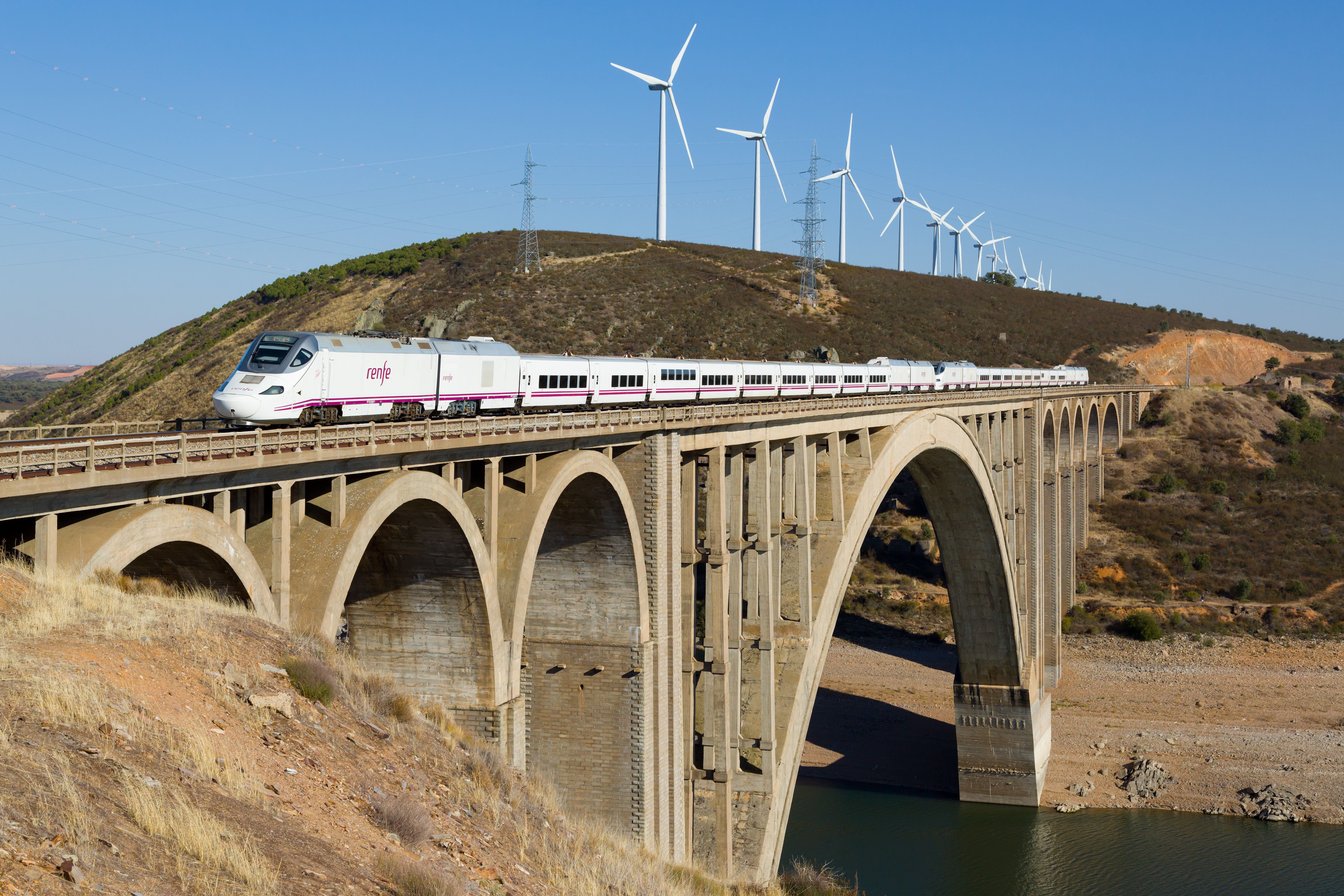
Viaducto Martín Gil
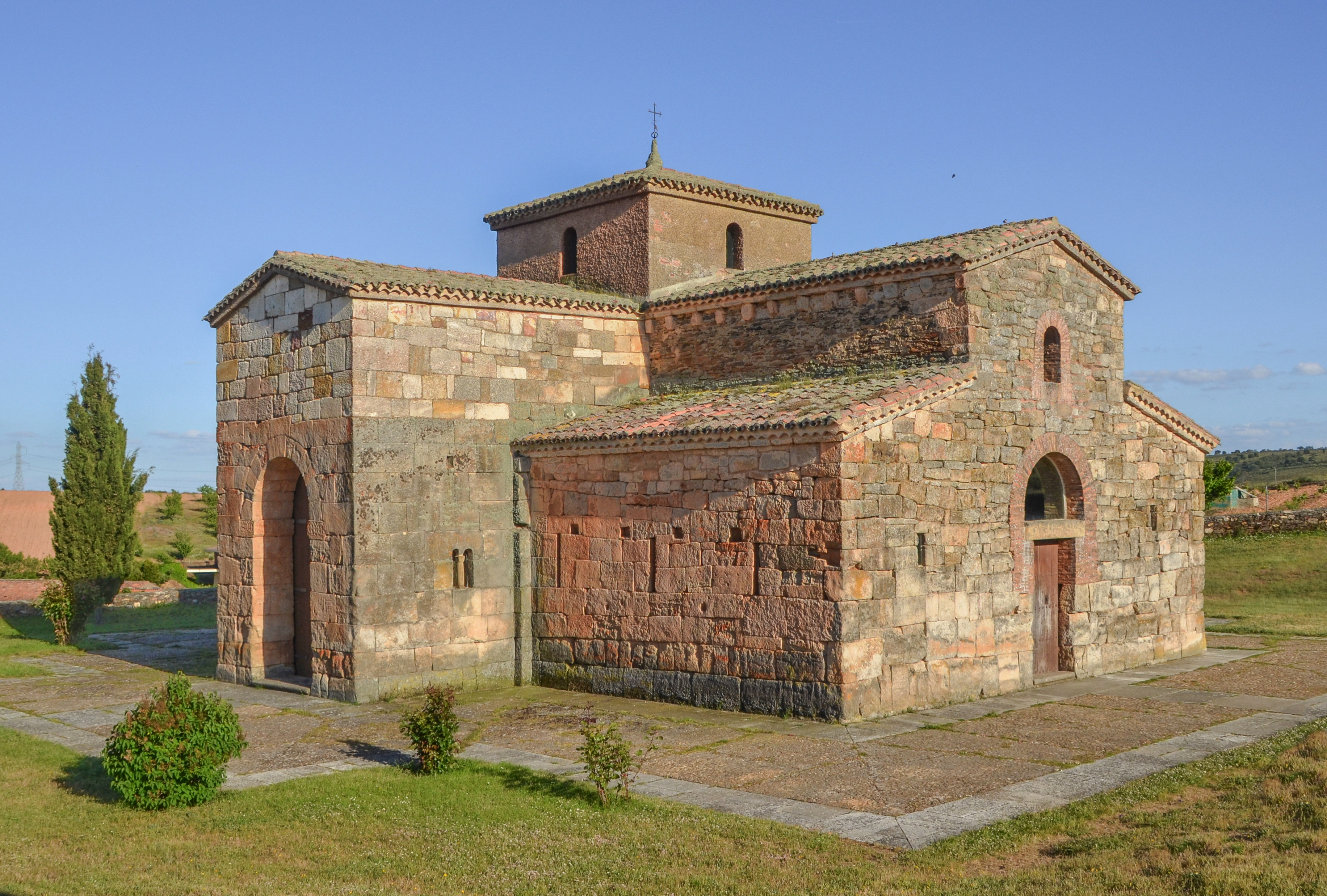
San Pedro de la Nave